# روب الحقيقي (مسلسل)
روب الحقيقي (بالإنجليزية: Real Rob) مسلسل كوميدي أمريكي من إعداد وبطولة روب شنايدر. بدأ عرضه على نتفليكس في 1 ديسمبر، 2015. يُتابع المسلسل حياة روب شنايدر اليومية مع زوجته باتريشا وابنته ميراندا. جدد المسلسل لموسم ثان في 27 يوليو، 2016.

## الممثلين والشخصيات
- روب شنايدر بدور نفسه
- باتريشا شنايدر بدور باتريشا، زوجة روب، من أصول مكسيكية[4]
- جيمي ليزو بدور جيمي، مساعدة روب[5][6]
- ميراندا سكارليت شنايدر بدور ميراندا، ابنة روب[7]
- ماكس أميني بدور ستالكر[8]
- أندريه ألدوكين بدور أودو[7]
- آدم كورسون بدور أندي[9]
- كيم جاكسون بدور مارغريت[10][11]
- كيث ستابز بدور محاسب روب

كما ظهر في المسلسل ديفيد سبيد، نورم ماكدونالد، وجورج لوبيز كضويف الحلقات

## الحلقات

### الموسم الأول 2015
| التسلسل | عنوان الحلقة "بالإنجليزية" | تاريخ العرض   |
| ------- | -------------------------- | ------------- |
| 1       | «Pilot»                    | 1 ديسمبر 2015 |
| 2       | «The Penis Episode Part 1» | 1 ديسمبر 2015 |
| 3       | «The Penis Episode Part 2» | 1 ديسمبر 2015 |
| 4       | «VIP Treatment»            | 1 ديسمبر 2015 |
| 5       | «Gaying in Shape»          | 1 ديسمبر 2015 |
| 6       | «Cleaning House»           | 1 ديسمبر 2015 |
| 7       | «What's My Thing?»         | 1 ديسمبر 2015 |
| 8       | «Opening Night»            | 1 ديسمبر 2015 |

## الإستقبال
حصل مسلسل روب الحقيقي عموماً على آراء سلبية، حيث حصل على تصنيف 36 من 100 على موقع ميتاكريتك،[[ميتاكريتيك| وتصنيف 0% على موقع الطماطم الفاسدة.

## وصلات خارجية
- روب الحقيقي على موقع IMDb (الإنجليزية)
- روب الحقيقي على موقع ميتاكريتيك (الإنجليزية)
- روب الحقيقي على موقع روتن توميتوز (الإنجليزية)
- روب الحقيقي على موقع نتفليكس (الإنجليزية)
- روب الحقيقي على موقع كينوبويسك (الروسية)
- روب الحقيقي على موقع قاعدة بيانات الفيلم (الإنجليزية)